# Mapeo UVW
El mapeo UVW es una técnica matemática para el mapeo de coordenadas. En gráficos por computadora, lo más común es que se mapee de {\displaystyle \mathbb {R} ^{2}} de {\displaystyle \mathbb {R} ^{3}}, en contraste con el mapeo UV, que mapea {\displaystyle \mathbb {R} ^{2}} a {\displaystyle \mathbb {R} ^{2}} . El mapeo UVW es adecuado para pintar la superficie de un objeto basándose en una textura sólida. Esto permite que una textura de mármol para envolver un jarrón parezca tallada en mármol real. "UVW", como el sistema de coordenadas cartesiano estándar, tiene tres dimensiones; la tercera dimensión permite que los mapas de textura se envuelvan de formas complejas en superficies irregulares. Cada punto en un mapa UVW corresponde a un punto en la superficie del objeto. El diseñador gráfico o programador genera la función matemática específica para implementar el mapa, de modo que los puntos en la textura se asignan a puntos (XYZ) en la superficie objetivo. En términos generales, cuanto más ordenados estén los polígonos sin envolver, más fácil será para el artista de texturas pintar características en la textura. Una vez que la textura está terminada, todo lo que se tiene que hacer es envolver el mapa UVW nuevamente en el objeto, proyectando la textura de una manera que es mucho más flexible y avanzada, evitando artefactos gráficos que acompañan a mapeos de texturas más simplistas como la proyección plana.Por esta razón, el mapeo UVW se usa comúnmente para mapear texturas de sólidos no platónicos, primitivas no geométricas y otros objetos de forma irregular, como personajes y muebles.